# 카마카리 켄타
카마카리 켄타(일본어: 鎌苅 健太 가마카리 겐타[*], 1984년 2월 17일 ~ )는 일본의 배우, 성우이다.

## 출연 작품

### TV 애니메이션
2006년
- 가정교사 히트맨 리본!(디노)
- 에어 기어 ~하늘을 달리는 날개~(미나미 이쓰키)
- 나의 히어로 아카데미아(엣지 쇼트)